# Tentato colpo di Stato in Grecia del 1938
Il tentato colpo di Stato in Grecia del 1938 o colpo di Stato di Chania fu un tentativo di colpo di Stato di breve durata avvenuto a Chania, in Grecia, volto a rovesciare la dittatura di Ioannis Metaxas. A causa della scarsa organizzazione, il colpo di Stato fallì nel giro di poche ore e non minacciò mai seriamente il regime dittatoriale.

## Eventi
Molti cretesi, in particolare i politici del campo venizelista, furono coinvolti nel colpo di Stato del 1938 che mirava a rovesciare la dittatura di Ioannis Metaxas. La rivolta del 1938 fu l'unica insurrezione armata contro la dittatura di Metaxas e scoppiò il 28 luglio 1938 a Chania. Aristomenis Mitsotakis fu il capo del colpo di Stato. Si sperava che l'insurrezione potesse innescare una rivolta e una rivoluzione più ampie che sarebbero state organizzate ad Atene. Tra le figure che contribuirono a organizzare il piano ci furono l'allora governatore della Banca di Grecia, Emmanouil Tsouderos, Ioannis Mountakis, M. Voloudakis e Emmanouil Mantakas. Anche il bandito Partito Comunista di Grecia (KKE) fu coinvolto.
Il 28 luglio 1938, la stazione radio di Chania emise un proclama in cui chiedeva al re Giorgio II di Grecia di porre fine alla dittatura di Metaxas affinché i greci fossero liberi. A causa del limitato lasso di tempo e del basso numero di persone coinvolte nei piani, ma anche a causa della scarsa pianificazione, il colpo di Stato era destinato a fallire e crollò nel giro di poche ore. Il governo reagì in modo rapido ed efficace, inviando potenti forze militari a Creta e idrovolanti a Milos. Dopo alcuni scontri minori, Chania era libera dai rivoltosi.
Circa un mese dopo, il 22 agosto 1938, fu dichiarata la legge marziale in tutta la prefettura e fu istituito un tribunale militare provvisorio nella città di Chania. Il suo presidente era il tenente generale Konstantinos Michalopoulos, in seguito capo della gendarmeria greca, e il suo procuratore reale era il tenente colonnello Solon Gikas, in seguito capo dello stato maggiore dell'esercito ellenico e ministro. Tuttavia, si ritiene che sotto la "tolleranza" di Metaxas, i venizelisti fuggirono a Cipro, mentre altri attori politici che parteciparono al movimento, come Konstantinos Rentis, Emmanuel Tsouderos e altri furono arrestati, condannati e deportati. L'anno successivo fu concessa l'amnistia. Il generale Emmanouil Mantakas fu arrestato dopo il fallimento del colpo di Stato e poi liberato da un gruppo di compatrioti armati, ma venne condannato all'ergastolo. Non furono eseguite condanne a morte.

## Valutazione e conseguenze
Il colpo di Stato fallì perché, anche se furono avviati i preparativi per una rivolta nazionale, scoppiò solamente a Chania e fu isolato da qualsiasi altro movimento anti-dittatoriale. Secondo gli atti della Gendarmeria, poco prima dello scoppio del colpo di Stato, Markos Vafiadis era arrivato a Creta per l'organizzazione del Partito Comunista locale. Dopo l'insurrezione, alla fine dello stesso anno, iniziò a essere organizzato un altro colpo di Stato ma che non si concretizzò mai; esso è noto nella storiografia greca come la "cospirazione dei germanofili". Il capo del colpo di Stato fu Periklis Kavdas, un ufficiale in pensione e ministro di gabinetto di Ioannis Metaxas. Tra i capi della rivolta del 1938, Mantakas avrebbe in seguito prestato servizio nel cosiddetto "governo della montagna" dominato dai comunisti durante l'occupazione della Grecia da parte delle potenze dell'Asse.